# 费尔尼茨
费尔尼茨是奥地利施蒂利亚州格拉茨城郊县的一个市镇。总面积10.58平方公里，总人口3166人，人口密度299.2人/平方公里（2001年）。